# Kammargrav

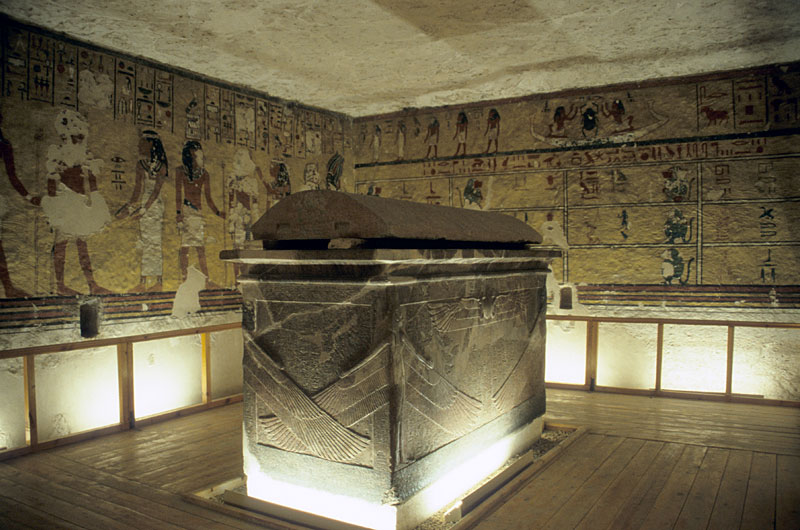
Farao Ay:s gravkammare.

Kammargrav är en gravform där gravens inre försetts med en kammare för att rymma den gravsattes kropp och gravgåvor.
Kammargravar i varierande utförande har förekommit i vitt skilda områden under förhistorisk och tidig historisk tid.
Kammargravar är ofta täckta av en hög eller ett röse, däribland kända exempel som furstegravarna i Leubingen och Helmsdorf från tidig bronsålder och de rika gravarna från Hallstattkulturen och Latènekulturen i Hohmichele och Hochdorf.
I Sverige förekommer kammargravar bland annat i de folkvandringstida gravarna på Lovön, Högoms gravfält i Medelpad från samma tid samt de vikingatida Birka på Björkö.  Birkagravarna utgörs av en skelettgrav och är ett i marken djupt nedgrävt schakt med timrade väggar ofta i skiftesverk. De ligger vanligen under flat mark eller täcks av en låg hög.
Kammargravarna vid Birka är rikt utstyrda med gravgåvor och tillhör sannolikt en köpmannaaristokrati. Gravskicket tyder på kristen påverkan.